# بولو الدراجات
بولو الدراجات هي رياضة جماعية تشبه رياضة البولو.ظهرت اللعبة لأول مرة في أيرلندا سنة 1881.يوجد نسختين من اللعبة نسخة تلعب على العشب وسنخة على سطح صلب وهي الأشهر  وتستمر مدة المباراة 45 دقيقة لا يسمح للاعبين خلالها بلمس الأرض بأقدامهم ويفوز الفريق الذي يحرز الـ5 أهداف أولا.